# 管萼科
管萼科又名管萼木科或木乃耳科，共有9属29种，全部分布在非洲最南端的亚热带地区。
本科植物为常绿小灌木；单叶对生，革质，有或无托叶；花生长在枝条顶端，花萼4数，有颜色，管状，形成类似花冠的形状；果实为蒴果。

## 属
- 巧玲木属 Brachysiphon
- 叉苞木属 Endonema
- 胭苞木属 Glischrocolla
- 管萼木属 Penaea
- 瑞龙木属 Saltera
- 丽龙木属 Sonderothamnus
- 肋柱木属 Stylapterus